# Milevo
Milevo (německy Mühlhöfen) je malá vesnice, část města Kladruby v okrese Tachov v Plzeňském kraji. Nachází se asi čtyři kilometry jihozápadně od Kladrub. Je zde evidováno 34 adres. V roce 2011 zde trvale žilo 48 obyvatel. Před II. světovou válkou ve vsi převažovalo německé obyvatelstvo; v roce 1921 zde žilo 177 obyvatel, z nichž 175 se jich hlásilo k německé národnosti.
Milevo je také název katastrálního území o rozloze 7,04 km².

## Historie
První písemná zmínka o vesnici pochází z roku 1115.

## Obyvatelstvo
| Rok            | 1869 | 1880 | 1890 | 1900 | 1910 | 1921 | 1930 | 1950 | 1961 | 1970 | 1980 | 1991 | 2001 | 2011 | 2021 |
| -------------- | ---- | ---- | ---- | ---- | ---- | ---- | ---- | ---- | ---- | ---- | ---- | ---- | ---- | ---- | ---- |
| Počet obyvatel | 164  | 167  | 162  | 186  | 158  | 177  | 173  | 122  | 104  | 106  | 86   | 75   | 61   | 48   | 45   |
| Počet domů     | 29   | 31   | 28   | 29   | 31   | 33   | 37   | 31   | 22   | 27   | 25   | 25   | 27   | 28   | 29   |

## Obecní správa
Při sčítání lidu v letech 1850–1963 Milevo bylo samostatnou obcí v okrese Stříbro. Od roku 1964 je částí města Kladruby v okrese Tachov.